# Percile
Percile é uma comuna italiana da região do Lácio, província de Roma, com cerca de 216 habitantes. Estende-se por uma área de 17 km², tendo uma densidade populacional de 13 hab/km². Faz fronteira com Cineto Romano, Licenza, Mandela, Orvinio (RI), Scandriglia (RI), Vallinfreda.

## Demografia
| Variação demográfica do município entre 1861 e 2011                               |
|                                                                                   |
| Fonte: Istituto Nazionale di Statistica (ISTAT) - Elaboração gráfica da Wikipedia |